# Nandong (köpinghuvudort i Kina, Hebei Sheng, lat 38,10, long 114,76)
Nandong är en köpinghuvudort i Kina. Den ligger i provinsen Hebei, i den norra delen av landet, omkring 240 kilometer sydväst om huvudstaden Peking. Antalet invånare är 42 934. Befolkningen består av 21 800 kvinnor och 21 134 män. Barn under 15 år utgör 14,0 %, vuxna 15-64 år 76 %, och äldre över 65 år 9,0 %.
Runt Nandong är det tätbefolkat, med 913 invånare per kvadratkilometer. Närmaste större samhälle är Zengcun, 15,9 km norr om Nandong. Trakten runt Nandong består till största delen av jordbruksmark.
Genomsnittlig årsnederbörd är 702 millimeter. Den regnigaste månaden är juli, med i genomsnitt 228 mm nederbörd, och den torraste är januari, med 4 mm nederbörd.